# سلافكو مانديتش
سلافكو مانديتش هو لاعب كرة قدم صربي في مركز الدفاع، ولد في 4 يناير 1972 في Donji Tavankut ‏ في صربيا. لعب مع نادي ال كي اس ودز.

## وصلات خارجية
- سلافكو مانديتش على موقع قاعدة بيانات كرة القدم.إي يو (الإنجليزية)